# Lars Elstrup
Lars Dahl Elstrup (* 24. březen 1963, Råby) je bývalý dánský fotbalista. Nastupoval především na postu útočníka.
S dánskou reprezentací vyhrál Mistrovství Evropy 1992, na šampionátu nastoupil ke dvěma zápasům a vstřelil jeden gól. V národním týmu působil v letech 1988-1993 a odehrál 34 utkání, v nichž vstřelil 13 branek.
S klubem Odense BK se stal mistrem Dánska (1989) a v sezóně 1992/93 s ním získal dánský pohár. Krom dánské ligy působil dvě sezóny v nejvyšší nizozemské soutěži, v dresu Feyenoordu Rotterdam, a dvě sezóny v anglické lize, v klubu Luton Town.